# Type 63 (veicolo trasporto truppe)

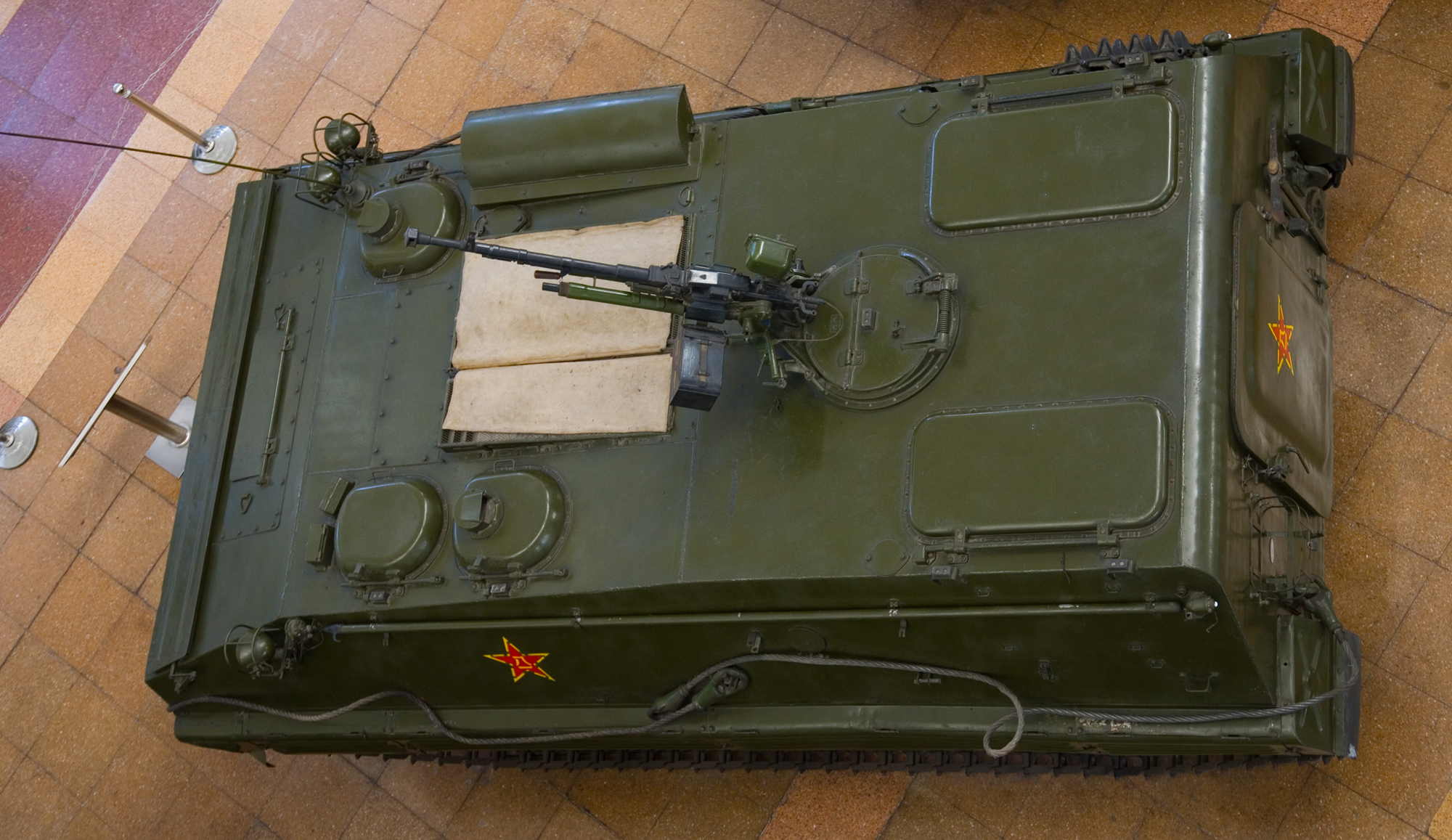
Vista dall'alto di un Type 63 A531 al Museo Militare di Pechino.

Il Type 63 è un veicolo trasporto truppe cinese, immesso in servizio alla fine degli anni sessanta. È stato il primo veicolo corazzato progettato in Cina senza l'assistenza sovietica. Il mezzo è spartano ed è comparabile agli altri trasporto truppe coevi come il M113.
La Norinco ha prodotto circa 8.000 esemplari nelle diverse varianti. Il mezzo equipaggia diversi eserciti in giro per il mondo ed è stato impiegato in azione in diversi conflitti, incluse la guerra del Vietnam, la guerra sino-vietnamita, la guerra Iran-Iraq e la guerra del Golfo.

## Storia
Nel luglio 1958, il governo centrale della Repubblica Popolare Cinese proclamò un piano strategico nazionale di sviluppo scientifico, che prevedeva un trasporto truppe corazzato pronto per la produzione di massa nel 1960, meno di due anni dopo. La progettazione venne affidata alla Fabbrica 618 del Primo ministero dell'industria meccanica e la produzione alla Yong Ding Machinery Factory, entrambe poi confluite nella Norinco.

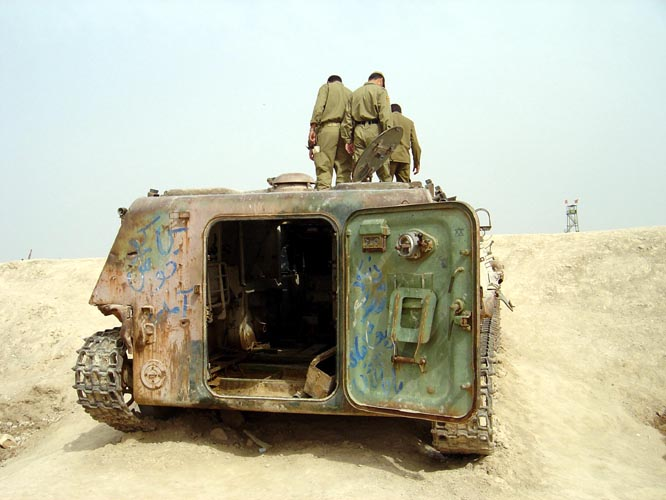
Un Type 63 distrutto alla frontiera Iran-Iraq

Il Type 63 è stato impiegato da nordvietnamiti e cinesi durante la guerra del Vietnam e quella sino-vietnamita. Durante l'invasione cinese del Vietnam, il mezzo si è dimostrato molto utile per la protezione e la capacità fuoristrada. Le forze zairesi lo impiegarono durante la guerra civile in Angola e quelle tanzanesi durante la guerra ugandese-tanzaniana.
Durante la guerra Iran-Iraq, la Cina ha fornito il Type 63 all'Iraq, che era ancora in servizio durante la guerra del Golfo e l'invasione dell'Iraq del 2003. Le forze dei Peshmerga hanno utilizzato almeno un Type 63 contro lo Stato Islamico.

## Tecnica
Lo scafo è realizzato in acciaio saldato e garantisce la protezione contro il fuoco di armi leggere. Il veicolo trasporta massimo 15 elementi, compreso l'equipaggio, che a seconda delle configurazioni può essere di due o quattro elementi, mentre il resto del personale è costituito dalla squadra di fanteria, che prende posto nel vano posteriore. Il pilota siede nella parte frontale sinistra dello scafo, dispone di un portello singolo, che si apre a sinistra, e di due periscopi diurni che coprono il settore frontale e destro del mezzo; uno dei periscopi può essere sostituito da un visore notturno.  Il capocarro è posizionato nella parte frontale destra dello scafo e dispone di un portello, con apertura a destra, munito di un periscopio rotante su 360°. Le versioni da esportazioni con motore BF8L sono prive della postazione frontale destra. Dietro al pilota, sul lato sinistro, si trova la postazione per il terzo membro dell'equipaggio, anch'essa dotata di portello con apertura a sinistra e periscopio rotante a 360°.
Il propulsore è posizionato nella parte destra dello scafo, dietro al pilota, ed è dotato di una grande presa d'aria sul soffitto e dello scarico sul lato destro dello scafo. Il motore è un diesel Type 6150L da 260 hp o, sulle versioni da esportazione, un turbodiesel 8 cilindri raffreddato ad aria KHD BF8L 413F erogante 320 hp a 2.500 rpm. La trasmissione è manuale a 5 rapporti avanti e una retromarcia. Il treno di rotolamento è costituito da una ruota motrice anteriore, ruota di rinvio posteriore e quattro ruote portanti gommate, ed è privo di ruotini reggicingolo, in quanto il cingolo poggia superiormente sulle ruote portanti. Il serbatoio da 450 litri garantisce un'autonomia di circa 500 km.
L'armamento è costituito da una mitragliatrice pesante Type 54 da 12,7 × 108 mm su ralla aperta, posizionata su una botola in due elementi al centro del vano di trasporto. L'arma brandeggia su 360°, con una elevazione di 90°. Due portelli superiori e un grande portello posteriore danno accesso al vano di trasporto.
Il veicolo è anfibio, dotato di un pannello frangiflutti pieghevole sulla piastra frontale. Il moto in acqua è garantito dal movimento dei cingoli.

## Altre denominazioni
- K-63
- M1967
- M1970

## Varianti
Le diverse varianti sono note con le denominazioni assegnate dalle fabbriche. "WZ"  sta per Wu Zhuang Jia ("veicolo corazzato 5") e indica i veicoli prodotti dalla Fifth Machinery Works. "YW" sta per Yongding Wai Mao ("Yongding commercio estero").

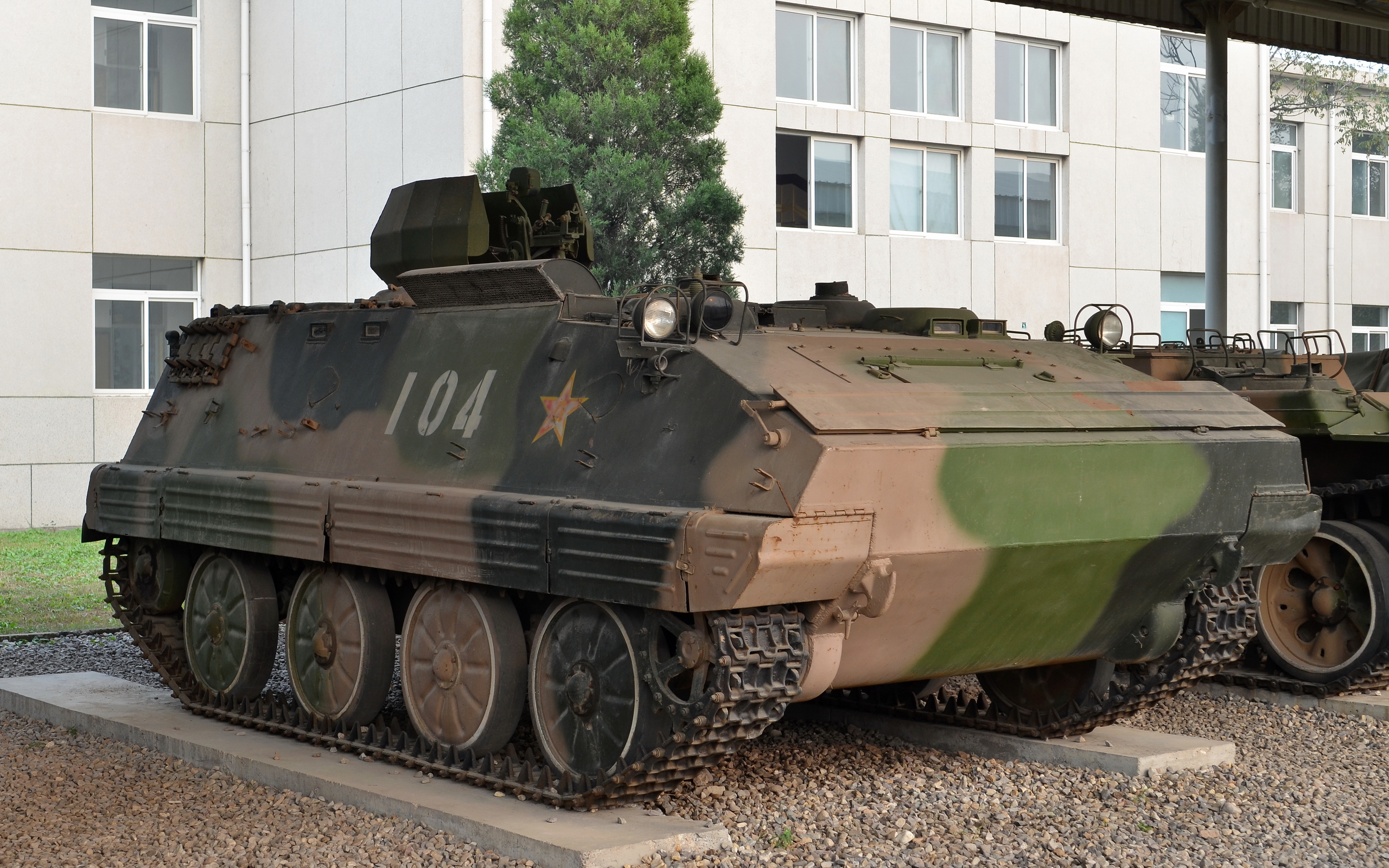
63-2 (WZ531).

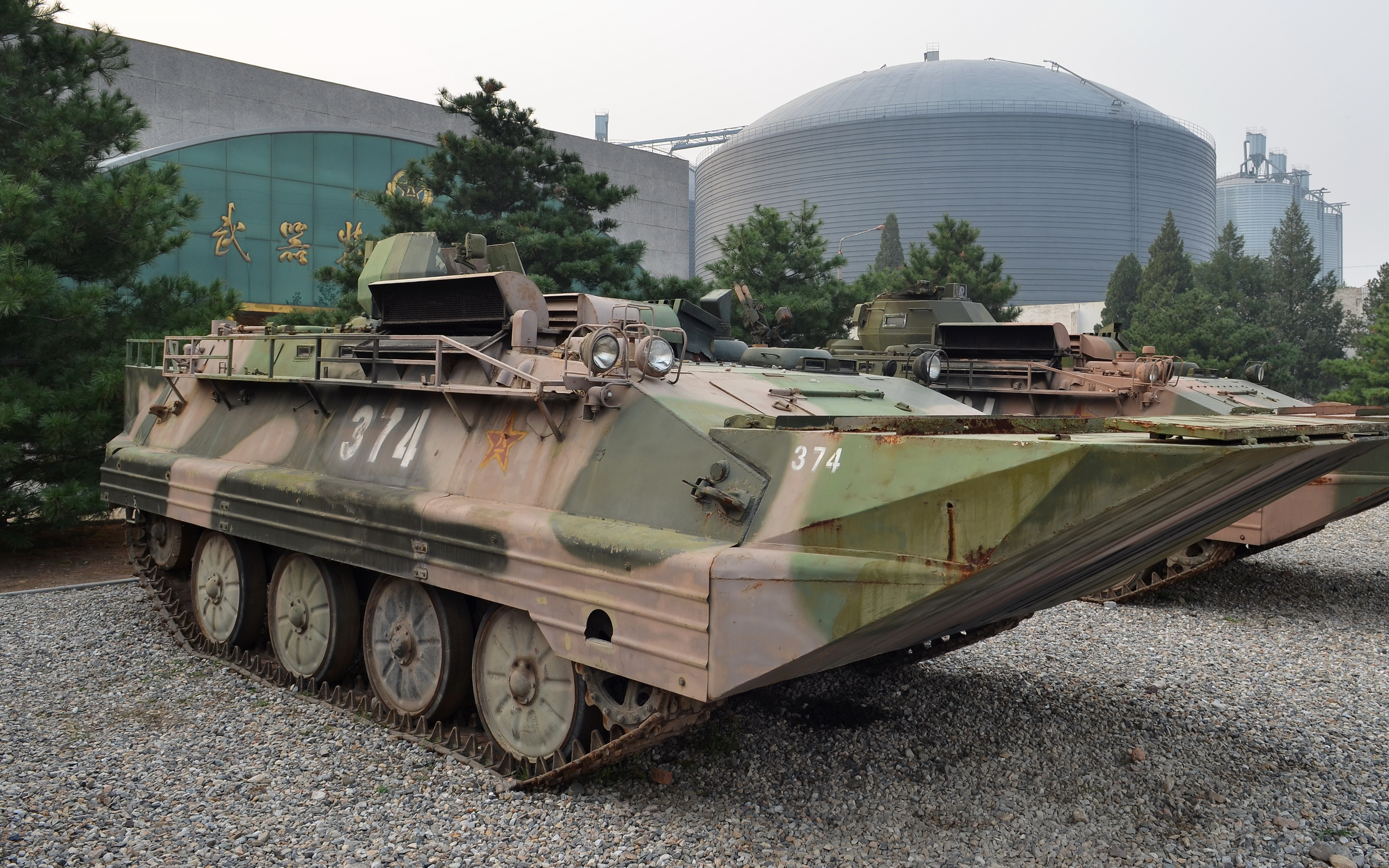
63 anfibio.

- Type 531 (1963[1] o 1961[10])– versione base armata di mitragliatrice Type 56 calibro 7,62 × 39 mm, non prodotto in serie[1].
- Type A531 o Type 63 (1968[1] o 1963[10]) – variante di serie armata di mitragliatrice Type 54 calibro 12,7 × 108 mm, motore potenziato e diversa trasmissione[1]. Conosciuta anche come Type 531A.
  - VTT-323 – versione nordcoreana del Type A531[11].
- Type B531 o Type 63-I (1981) – versione migliorata con sospensioni irrobustite, feritoie e due portelli superiori aggiuntivi[1][2].
  - Type 63C – versione PLA del YW531C[10].
- Type 63CA – versione PLA del YW531E[10].
- Type WZ701 – versione postocomando della A531 con vano di trasporto rialzato, 5 sistemi radio (Type 889, Type 892, Type 70-2B) e un generatore, armata di mitragliatrice Type 56-1 da 7,62 mm.
- Type WZ721 – veicolo ripetitore radio con vano rialzato e impianto ZZT1.
- Type WZ750 – veicolo ambulanza corazzata con vano rialzato, disarmato.
- Type WZ302 o Type 54-1/Type 63-1 SPH – versione semovente d'artiglieria del Type B531, armata con un obice da 122 mm Type 54-I. La variante migliorata Type 70 ha lo scafo allungato. Entrambi i veicoli sono armati anche di mitragliatrice Type 67[1][10][12]
- Type WZ303 o Type 70 MRL – versione lanciarazzi del Type A531, armata con lanciarazzi a 19 canne da 130 mm (simile al BM-14 russo)[1][13]
- Type YD801 – veicolo antincendio[3].
- ZZM88 – veicolo per il decriptaggio, utilizzato per fornire codici crittografici agli altri veicoli. Lo sviluppo è iniziato a luglio 1984 e il veicolo è entrato in servizio in agosto 1992.
- WZ534 (Type 89)
- Type ZSD63 - versione semovente antiaereo con mitragliatrice Type 54 in impianto antiaereo binato.
- Type WZ531 - versione semovente antiaereo armata con cannoncino Type 87 binato da 25 mm.

### Varianti da esportazioni

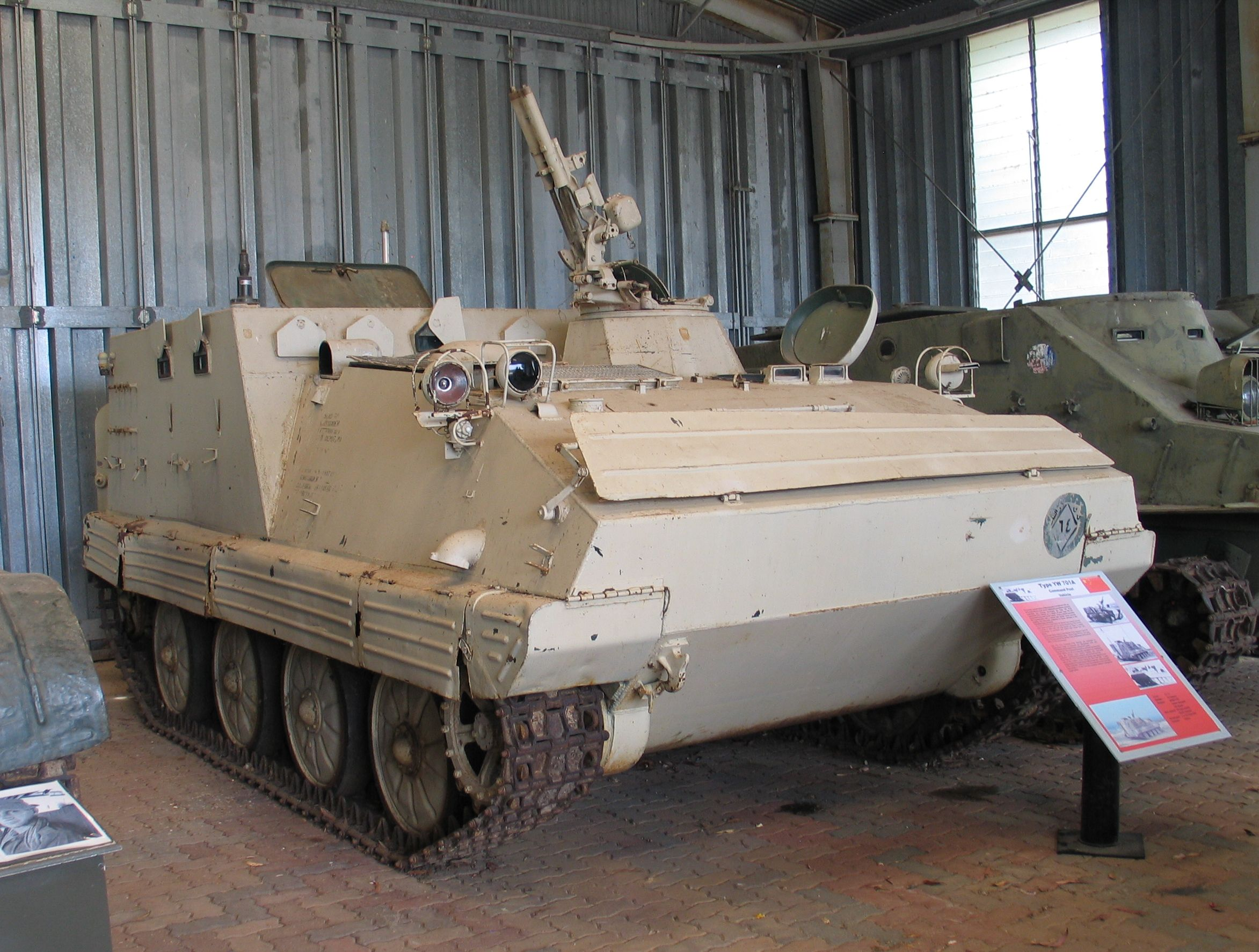
Veicolo comando YW701 iracheno presso il Museo Militare Puckkapunyal.

- Type YW531C (1982)[1] – versione da esportazione della serie 531, equipaggiata con il motore tedesco Deutz KHD BF8L da 320 hp (240 kW). La postazione frontale destra del capocarro viene rimossa[1][2].
- Type YW531D – versione modificata con una sola feritoia invece di due sul lato sinistro[2].
- Type YW531E – variante del Type YW531D con radio addizionale Type 89[2].
- Type YW701 – variante da esportazione del postocomando Type WZ701. Basata sul Type YW531C e dotata di cupola per il capocarro con mitragliatrice Type 54. Realizzata anche la versione migliorata Type YW701A[2].
- Type YW750 – variante da esportazione dell'ambulanza corazzata Type WZ750. Basata su Type YW531C[2] ed equipaggiata con cupola per il capocarro armata di mitragliatrice Type 54.
- Type YW304 – variante portamortaio da 82 mm con 120 colpi, basata su Type YW531C/Type 531H[2][3]
- Type YW381 – variante portamortaio da 120 mm con 50 rounds, basata su Type YW531C[2].
- Type YW531H (Type 85)

## Utilizzatori

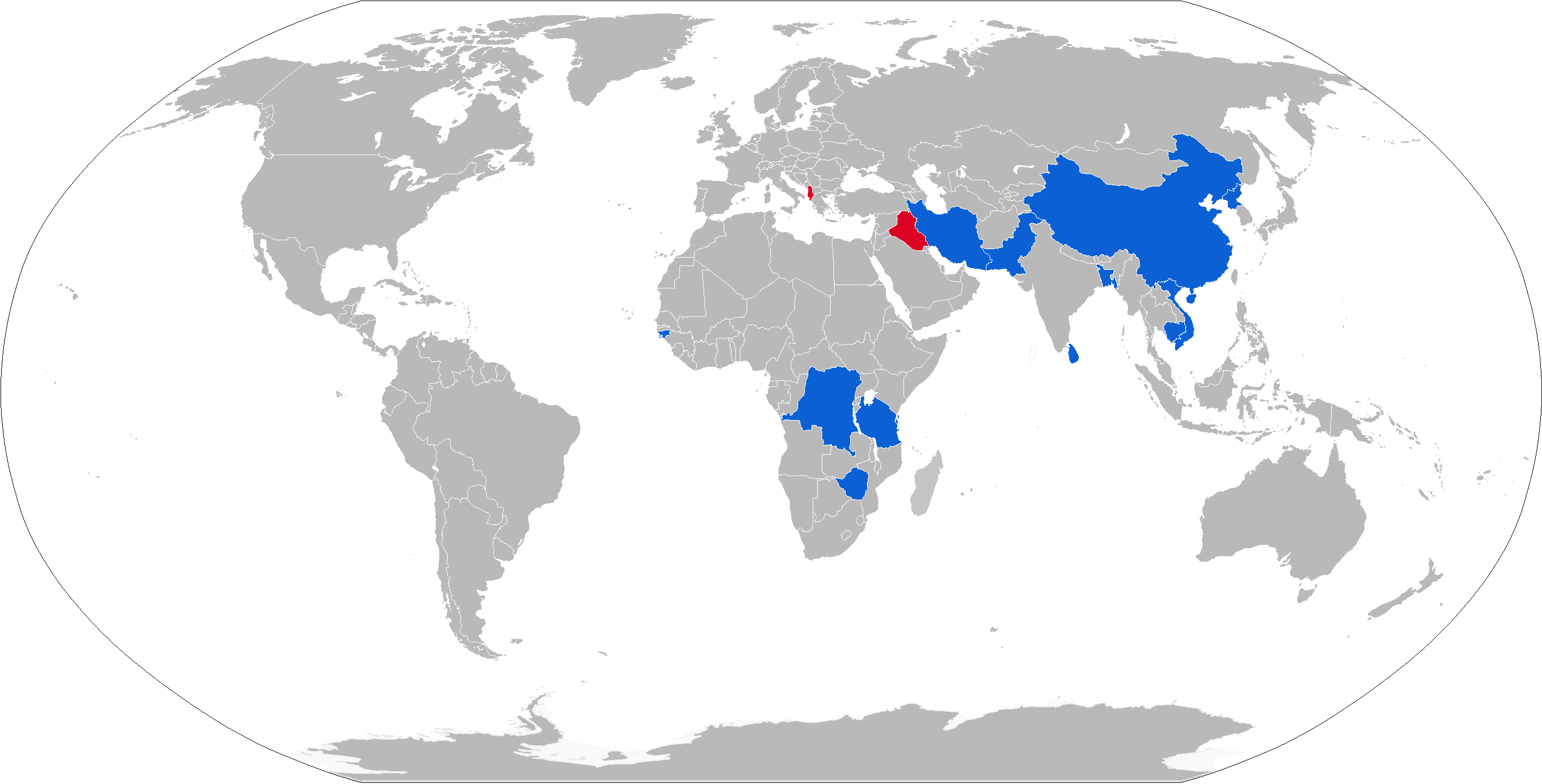
Mappa con gli utilizzatori attuali in blu e gli utilizzatori passati in rosso

### Attuali
- Birmania - 150 YW-531H in servizio[14].
- Kurdistan - visto in azione contro le forze dell'ISIS.
- Corea del Nord[2].
- Pakistan – 80–100 Type 531 in servizio con il Pak Fauj[15].
- Sri Lanka.
- Vietnam – 80.
- Zimbabwe – 30 received in 1981[16] 8 in servizio.
- Cina – circa 2.400 Type 63 e Type 63C in servizio.

### Ex-operatori
- Albania – 103 ricevuti tra il 1963 e il 1974[16].
- Bangladesh – ~50[17]
- Iraq - 650 consegnati tra il 1982 e il 1988[16].
- Sudan – 50 ricevuti nel 1981[16]
- Tanzania – ~30[2]
- Zaire – 12 consegnati nel 1976[16]